# ارباب جنگ (فیلم)
ارباب جنگ (به انگلیسی: Lord of War) فیلمی در ژانر جنایات و جرائم و جنگی به کارگردانی، نویسندگی و تهیه‌کنندگی اندرو نیکول و با بازی همکار تهیه‌کننده نیکلاس کیج و بازی ایتن هاک است که در سال ۲۰۰۵ ساخته، در ۱۶ سپتامبر ۲۰۰۵ منتشر شده، در ۱۷ ژانویه ۲۰۰۶ در قالب دی‌وی‌دی و در ۲۷ ژوئیه ۲۰۰۶ در قالب بلو-ری به بازار عرضه شد. کیج در نقش یک دلال اسلحه بازی می‌کند که به دلال‌های زیادی شباهت دارد از جمله یک دلال اسلحه دوران دولت‌های پس از فروپاشی اتحاد جماهیر شوروی به نام ویکتور بَوت.

## سازمان عفو بین‌الملل
محتوای این فیلم برای به تصویر کشیدن و شفاف‌سازی از موضوع قاچاق اسلحه در صنایع جنگ‌افزاری به صورت رسمی توسط سازمان غیردولتی و حقوق بشری عفو بین‌الملل تأیید شد.

## پشتوانه مالی
اندرو نیکول سال‌ها به قاچاق اسلحه و اشخاصی که پشت این قضیه هستند علاقه‌مند شده بود و از آنجایی که استودیوها ایده او را نمی‌پذیرفتند از سرمایه مستقل استفاده شد.

## داستان

### خلاصه
یوری اورلاو (یا اورلوف به روسی) در دوران کودکی به همراه خانواده‌اش به بهانهٔ ساختگی یهودی بودن از اتحاد جماهیر شوروی به ایالات متحده آمریکا فرار می‌کند. او دلزده از زندگی ساده خانواده خویش و برای ثروتمند شدن وارد تجارت و قاچاق اسلحه و ابزارآلات جنگی می‌شود. او در این راه ایده‌های خاصی را به کار می‌برد که تا آن زمان در این زمینه به چشم نخورده بود. یوری با استفاده از ذکاوت خویش به یک باره به یک دلال بین‌المللی اسلحه تبدیل می‌شود. جنگ‌های خاورمیانه، آفریقا، جنوب شرقی آسیا، افغانستان، درگیری‌های اسرائیل و مسلمانان، جبهه متحد انقلابی، رهبر لیبریا، لبنان، رشوه به مقاماتی چون کلنل الیور سوثرن آمریکایی، کامبوج و به ویژه فروپاشی اتحاد جماهیر شوروی او را در رسیدن به هدفش یاری می‌کنند.

### جزئیات بیشتر
فیلم با ویس‌اوور گزارش یوری (نیکلاس کیج) آغاز می‌شود، یک قاچاقچی اسلحه آمریکایی‌های اوکراینی‌تبار. بیش از ۵۵۰ میلیون سلاح گرم در سطح جهان به معنی یک سلاح گرم برای هر دوازده نفر روی این سیاره است؛ برای او جالبه که چطور یازده نفر دیگر را مسلح کند. سپس سرآغاز با موزیک برای آنچه که ارزشش را دارد از گروه بوفالو اسپرینگفیلد و سرگذشت یک فشنگ کالیبر ۷٫۶ میلی‌متری (مهماتی سرشناس) ادامه می‌یابد از تولید در یک کارخانه اسلحه‌سازی اتحاد شوروی تا حمل آن به آن سوی جهان به یک منطقه جنگی آفریقایی، بارگذاری شدن در یک مسلسل ای‌کی-۴۷، و شلیک شدن آن به سر یک سرباز بچه.
یوری و خانواده اش مثل خیلی از اوکراینی‌ها در ساحل برایتون (مشهور به اودسای کوچک) مستقر شده‌اند. در اوایل دهه ۱۹۸۰، یوری در حال سرکشی از یک رستوران در اودسای کوچک است که یک گنگستر روسی دو نفر را که قصد جانش را داشتند می‌کشد. یوری با دیدن این صحنه و مقایسه نیاز به اسلحه در برابر نیاز انسان به غذا تحریک می‌شود تا وارد دنیای تجارت اسلحه شود. پدر یوری به ظاهر یهودی ست و مادر یوری می‌گوید که از یهودی‌ها زیادی یهودی‌تر است. او از طریق پدر به ظاهر یهودی‌اش و در یک آخر هفته در معبد با یک اسرائیلی برای تهیه یوزی غیرقانونی تماس می‌گیرد. پس از کامل کردن اولین معامله، یوری برادرش ویتالی(جرد لتو) را متقاعد می‌کند تا برای معاملات بزرگ‌تر با هم شریک شوند در نتیجه آن‌ها شغل خود در رستوران خانوادگی را رها می‌کنند.
اولین فرصت بزرگ برای یوری در جنگ ۱۹۸۲ لبنان فراهم می‌شود، وقتی که بر خلاف جرائم مشهود، سلاح‌ها را به همه طرفین درگیری می‌فروشد. همان‌طور که یوری در پی نتایج جنگ پیروزی بیشتری کسب می‌کند، تجارتش نیز مورد توجه اینترپل قرار می‌گیرد، به ویژه مأموری آرمان‌گرا به نام جک ولنتاین (ایتن هاک). ولنتاین بیشتر در پی افتخار و سربلندی ست تا پول و این مانع رشوه دادن یوری به او می‌شود، و این بر خلاف رشوه‌هایی ست که یوری به دیگر مأموران دولتی داخل اینترپل و جاهای دیگر در سال ۱۹۸۹ می‌دهد.
در طی یک معامله فروش در کلمبیا، یک دراگ لرد (کسی که شبکه تجارت مواد را کنترل می‌کند) شش کیلو کوکائین به جای پول نقد پرداخت می‌کند، و در جریان بحث با یکی از اسلحه‌های دستی (پیستول) خود یوری به یوری شلیک می‌کند. یوری کوتاه می‌آید و بعداً در می‌یابد که فروختن کوکائین پرداخت شده، سود بیشتری نسبت به پرداخت نقدی دارد. پس از کسب سودشان، ویتالی به شدت معتاد می‌شود و نهایتاً یک کیلو کوکائین را مصرف می‌کند. بعد از چند ماه، یوری او را به ریهب(ترک اعتیاد) می‌سپارد و تنهایی ادامه می‌دهد. یوری عشق و شیفتگی دوران کودکی و جوانی اش از ۱۰ سالگی یعنی اوا فانتین(بریجیت مویناهان) را به یک عکاسی دروغین فریب می‌دهد و نهایتاً با او ازدواج می‌کند. آن‌ها صاحب یک پسر به نام نیکلا (نیکی) می‌شوند. یوری در زندگی خانوادگی هفت‌تیر اسباب‌بازی نیکی را وقتی که نیکی خواب است به سطل آشغال می‌اندازد.
فروپاشی اتحاد جماهیر شوروی فرصت بزرگ دوم برای یوری است. پس از اینکه میخاییل گورباچف در روز کریسمس ۱۹۹۱ کناره‌گیری می‌کند، یوری به اوکراین پرواز کرده و به صورت غیرقانونی از طریق عمویش دیمیتری که یک ژنرال سابق شوروی است اسلحه، تانک و حتی یک هلی‌کوپتر جنگی میل می-۲۴ می‌خرد. گسترش فعالیتش به آفریقا به آشنایی با آندره بپتیست ختم می‌شود(ایمون واکر)، دیکتاتوری ظالم درگیر در یک جنگ داخلی بی پایان در لیبریا. در جریان پرواز به آفریقا، هواپیمای محموله یوری توسط یک جت جنگنده به فرماندهی جک ولنتاین و اینترپل توقیف شده و مجبور به فرود می‌شود. یوری با فرود در منطقه‌ای خارج از شهر (نه جایی که به او دستور داده شده) از توقیف شدن فرار می‌کند و محموله را در اختیار بومیان منطقه قرار می‌دهد تا مدرک را از بین ببرد و مطمئن می‌شود که وقتی ولنتاین می‌رسد هیچ سلاحی در هواپیما وجود ندارد. تجسس دربارهٔ یوری و فعالیتش در ایالات متحده و خانه او ادامه می‌یابد. وقتی ولنتاین نتوانست یوری را به جرمش متهم کند به همسر یوری، اوا می‌گوید که یوری یک دلال اسلحه است، که باعث شد اوا در برابر یوری بایستد و از او بخواهد که به تجارت غیرقانونی‌اش پایان دهد. یوری برای مدتی می‌پذیرد، اما طولی نکشید که با پیشنهاد الماس‌های بزرگتر و پول بیشتر از طرف آندره دوباره به حرفه اش برمی‌گردد.
اوا که به یوری شک کرده، پیش از سفر یوری به آفریقا او را تعقیب و مخفیگاه‌اش را پیدا کرده و از جزئیات واقعیت مطمئن می‌شود. در نتیجه اوا و فرزندشان، یوری را ترک کرده و والدینش او را از فرزندی عزل می‌کنند. ویتالی که اعتیاد را ترک کرده و در پی راه‌اندازی رستوران خودش برای یک زندگی سالم است توسط یوری تحریک می‌شود تا در این سفر برای حفاظت از یوری او را همراهی کند.
در سال ۲۰۰۱ یوری و ویتالی برای انجام معامله فروش به آفریقا می‌روند. آن‌ها کامیون‌های آذوقهٔ ملل متحد را خالی کرده تا با آن‌ها سلاح‌ها را از فرودگاه برای یک نیروی شبه نظامی متحد آندره به نام جبهه متحد انقلابی (RUF مشهور به Freedom Fighters) در سیرالئون ببرند، جایی که به صورت آشکار آماده می‌شوند تا یک کمپ از پناهندگان را نابود کنند. وقتی ویتالی می‌بیند که شبه نظامیان یک زن و بچه اش که قصد فرار داشته را با قداره می‌کشند از یوری درخواست می‌کند که آنجا را ترک کنند. یوری مخالفت می‌کند، اگر آنجا را ترک کنند برادران اورلاو هم کشته می‌شوند. ویتالی بدون اینکه به یوری بگوید سعی می‌کند کامیون‌ها را منفجر کند و در این جریان بپتیست کوچکتر را کشته و یکی از دو کامیون‌های اسلحه را با نارنجک منهدم می‌کند اما پیش از اینکه دومین کامیون را از بین ببرد سربازان RUF او را می‌کشند. یوری در حالی که شوکه شده جلوی منفجر شدن نارنجک دوم را می‌گیرد و با انجام دادن معامله در قبال نصف الماس‌ها برای کامیون باقی‌مانده جان خودش را نجات می‌دهد و جسد ویتالی را به آمریکا برمی‌گرداند. وقتی خدمات گمرک ایالات متحده یکی از گلوله‌های سربی جا مانده را در جسد ویتالی می‌یابد ولنتاین، یوری را دستگیر می‌کند. یوری به درستی پیش‌بینی می‌کرد که با صدای در زدن، پیامی فرستاده می‌شود برای آزاد کردنش به عنوان یک «شیطان لازم» برای اینکه سلاح‌ها را پخش کند و دولت‌های بزرگ بتوانند درگیری خودشان را در این موضوع حاشا کنند. بر خلاف تلفاتی که یوری داد (عمو، برادر و خانواده)، مجدد به دلالی اسلحه برمی‌گردد. یوری یادآور می‌شود که این کار چیزی ست که او به بهترین شکل انجام می‌دهد و روزی دلال‌های اسلحه به احتمال قوی دنیا را به ارث خواهند برد «زیرا دیگران به سختی مشغول این هستند که همدیگر را بکشند.» نصیحت پایانی او به بیننده: «هرگز برای جنگ نرو، به ویژه با خودت.»

### ضمیمه پایانی
متن ضمیمه پایانی شرح می‌دهد که دلال‌های خصوصی (محرمانه) اسلحه تجارت کوچکتری نسبت به پنج صادرکننده عمده اسلحه انجام می‌دهند یعنی: ایالات متحده، پادشاهی متحد بریتانیا، روسیه، فرانسه و چین که پنج عضو ثابت شورای امنیت ملل متحد هستند.

## دقت و صحت تاریخی و شخصیت‌های مشابه
جزئیات داستان در بازار اسلحه غیرقانونی، به ویژه خریدهای غرب آفریقا در اوائل دهه ۱۹۹۰، تقریباً بر اساس داستان‌های واقعی بوده و مردمی با اصلیت شوروی سابق.
- نقش اول، یوری اورلاو، تقریباً بر اساس چندین شخصیت است
  - یوری اورلاو به عنوان حکمران سلاح در جهان بر اساس دلال لبنانی-ارمنی اسلحه سارکیس سوقانالیان.
  - دربارهٔ نامش با اولگ اورلاو، یک تاجر روسی متهم به قاچاق موشک به ایران که در اوکراین دستگیر شد. او در سال ۲۰۰۷ در دوران بازجویی از فعالیت‌هایش در زندان لوکیانیوسکا در کی‌یف خفه شد.[۱۲]
  - شبکه تلویزیونی تاریخ مدعی ست که زندگی اورلاو بر اساس زندگی ویکتور بَوت است، یک دلال اسلحه مجرم و محکوم بدنام برای قاچاق اسلحه و دیگر کالاها از طریق کمپانی‌های هواپیمایی صوری متعدد.[۱۳]
  - سابقه او کمی از سمیون موگیلویچ الهام گرفته شده، متولد اوکراین و مشکوک به مغز متفکر مافیای روسی.
- آندره بپتیست بزرگتر تا حدودی بر اساس چارلز تیلور لیبریایی است، رئیس‌جمهور لیبریا تا سال ۲۰۰۳.[۱۴]
- کلنل الیور سوثرن (جنوبی) اشاره به الیور نورث (شمال) دارد که برای دخالتش در ماجرای مک‌فارلین (رسوایی ایران کنترا) شناخته شده‌است.

درگیری‌های به تصویر کشیده شده در فیلم همه درگیری‌های واقعی در کشورهای واقعی هستند، به ویژه آن‌هایی که در لبنان، سودان، کامبوج، افغانستان، لیبریا، کلمبیا و سیرا لئون بودند. به شکل معکوس، چهره اینترپل (پلیس بین‌الملل) که به عنوان یک  آژانس امنیتی عمل می‌کند کاملاً ساختگی ست.

## بازیگران
| بازیگر                 | نقش                                 |
| ---------------------- | ----------------------------------- |
| نیکلاس کیج             | یوری اورلاو                         |
| ایتن هاک               | بازرس پلیس جک والنتین               |
| جرد لتو                | ویتالی اورلاو                       |
| بریجیت مویناهان        | اوا فانتین اورلاو                   |
| ایمون واکر             | آندره بپتیست بزرگتر                 |
| یان هولم               | سیمون وایتز                         |
| تنیت فینکس             | کندی                                |
| دونالد ساترلند         | (فقط صدا) به عنوان کلنل الیور سوثرن |
| وستون کپولا کیج        | ولادیمیر                            |
| سامی رتیبی             | آندره بپتیست کوچکتر                 |
| شایک توخمانیان         | مادر یوری                           |
| ژان پیر انشانیان       | پدر یوری                            |
| یوجینی نیکولایویچ لزرو | ژنرال دیمیتری اورلاو                |
| کوباس مارکس            | بوریس                               |
| لیا کبده               | فیث                                 |
| جسمین سیس بورجس        | گلوریا                              |

## تولید
برخی از دیالوگ‌های روسی زبان در فیلم (بیشتر آن‌هایی که توسط یوجینی لزرو (ژنرال دیمیتری) بودند) شامل فحش‌های رکیک مت روسی بودند (معادل فحش خواهر و مادر در فارسی) که به گونه‌ای بسیار ملایم‌تر در زیرنویس زبان انگلیسی ترجمه شدند. واضح نیست که این قسمت‌ها بخشی از فیلم‌نامه بودند یا بدیهه‌سازی لزرو.
صحنه‌ای در فیلم هست که با ۵۰ تانک که توسط یک دلال در چک تأمین شده بود خودنمایی می‌کند. تانک‌ها فقط تا دسامبر آن سال (سال فیلمبرداری) در دسترس بودند، یعنی تا زمانی که دلال آن‌ها را برای فروختن به لیبی لازم داشت. تیم تولید ۳۰۰۰ تفنگ هجومی مدل ۵۸ (vz. 58) آفریقای جنوبی را برای اینکه به جای ای‌کی-۴۷ نمایش دهد خرید زیرا این کار از سلاح‌های نمایشی دروغین ارزانتر می‌شد.

## مصاحبه ۱۶ سپتامبر ۲۰۰۵ و قاچاقچیان واقعی اسلحه
در مصاحبه ۱۶ سپتامبر ۲۰۰۵ با رادیوی عمومی ملی ایالات متحده، اندرو نیکول در پاسخ به سؤال الکس چدویک دربارهٔ اینکه: «چطور دربارهٔ داستان فیلمی مثل این تحقیق می‌کنید؟» گفت: 
پیدا کردن این اشخاص پشت تلفن سخت است، می‌دانید، منظورم قاچاقچیان اسلحه ست. اما در ساخت این فیلم من با تعداد زیادی از دلال‌های اسلحه روبرو شدم. منظورم این است که در فیلم صحنه‌ای وجود دارد که ۵۰ تانک شوروی سابق روی باند یک فرودگاه صف کشیده‌اند که همه آن‌ها متعلق به یک دلال خصوصی (محرمانه) اسلحه در جمهوری چک هستند.
و نیکول در پاسخ به اینکه: «آیا آن تانک‌ها متعلق به یک دلال اسلحه واقعی هستند؟» می‌گوید:
بله، آن دلال به من گفت، «خب من اینها را برای دسامبر لازم دارم چون دارم آن‌ها را به لیبی می‌فروشم.» و در واقع، هم‌زمان ما تعداد زیادی تانک داشتیم که مجبور بودیم به ناتو اطلاع دهیم زیرا ۲۰ عکسبرداری ماهواره‌ای دیده بودند همان‌طور که اگر یک سری اسلحه ساخته شده در جمهوری چک آنجا می‌بود. هواپیمای مهمی که در فیلم می‌بینید متعلق به یکی از بدنام‌ترین دلال‌های اسلحه در افریقاست، که باز هم روسی ست.
او در ادامه می‌گوید که یک هفته پیش از فیلم برداری صحنه جابجایی اسلحه با آن هواپیما، هواپیمایی یکسان در حال انتقال سلاح‌های واقعی به کنگو بود و استفاده از سلاح‌های واقعی در این جابجایی برای ساخت فیلم ارزانتر از استفاده از سلاح دروغین تمام می‌شد، در واقع در جریان فیلم برداری سلاح‌های در حال ارسال به کنگو به نوعی اجاره شدند و او می‌گوید که من هم در این مورد خاص تبدیل به یک دلال اسلحه شدم.

## انتشار

### انتقادات
این فیلم نظرات مثبت خوبی را از منتقدان دریافت کرد، ۶۰ درصد در راتن تومیتوز، به اتفاق اظهار می‌داشت: «در حالی که لرد آف ور یک بازرسی هوشمندانه از تجارت اسلحه است، یک سکترشات (گلوله‌ای چندگانه با چند نشان) در داستانش برای وصل کردن عناصر است.» همچنین این فیلم یک نشان ویژه به خاطر فیلم‌سازی عالی از هیئت ملی بازبینی فیلم دریافت کرد.
و یک امتیاز ۶۲ از ۱۰۰ از متاکریتیک دریافت کرد.

### فروش گیشه
این فیلم در تعطیلات پایان هفتهٔ اول انتشارش ۹٬۹۳۰٬۱۴۴$ فروش داشت، رتبه شماره ۳ در باکس آفیس آمریکای شمالی بعد از فیلم‌های فقط شبیه بهشت و جن‌گیری امیلی رز. بعد از هفته هفتم انتشار ۲۴٬۱۴۹٬۶۳۲$ در بازار محلی در ایالات متحده، و ۴۸٬۴۶۷٬۴۳۶$ فروش برون مرزی در مجموع ۷۲٬۶۱۷٬۰۶۸$ در سطح جهان فروش داشت.

## رسانه خانگی
در انتشار دی‌وی‌دی بریتانیایی یک آگهی برای سازمان عفو بین‌الملل نیز پیش از فیلم وجود داشت، که فروخته شدن ای‌کی-۴۷ در یک کانال تلویزیونی فروش عمومی روی شبکه تلویزیونی کابلی را نشان می‌داد. انتشار دی‌وی‌دی آمریکایی شامل یک ویژگی اضافی هدیه می‌شد که به بیننده اجازه می‌داد تا در فهرستی از سلاح‌های استفاده شده در فیلم روی آیتم‌ها کلیک کرده و آماری از ابعاد فیزیکی و تاریخچه آن سلاح‌ها را بدست آورند. همچنین بخش ویژگی هدیه شامل یک اعلامیه خدمت به جامعه از نیکلاس کیج می‌شد که به مسئله فروش‌های غیرقانونی اسلحه اشاره می‌کرد.

## نکات
1. 1 2 3 4 5  مشارکت‌کنندگان ویکی‌پدیا. «Lord of War». در دانشنامهٔ ویکی‌پدیای انگلیسی، بازبینی‌شده در ۱۱ می ۲۰۱۵.
2. ↑  Buffalo Springfield - For What It's Worth 1967
3. ↑  Mil Mi-24A Hind